# Schwarze Madonna

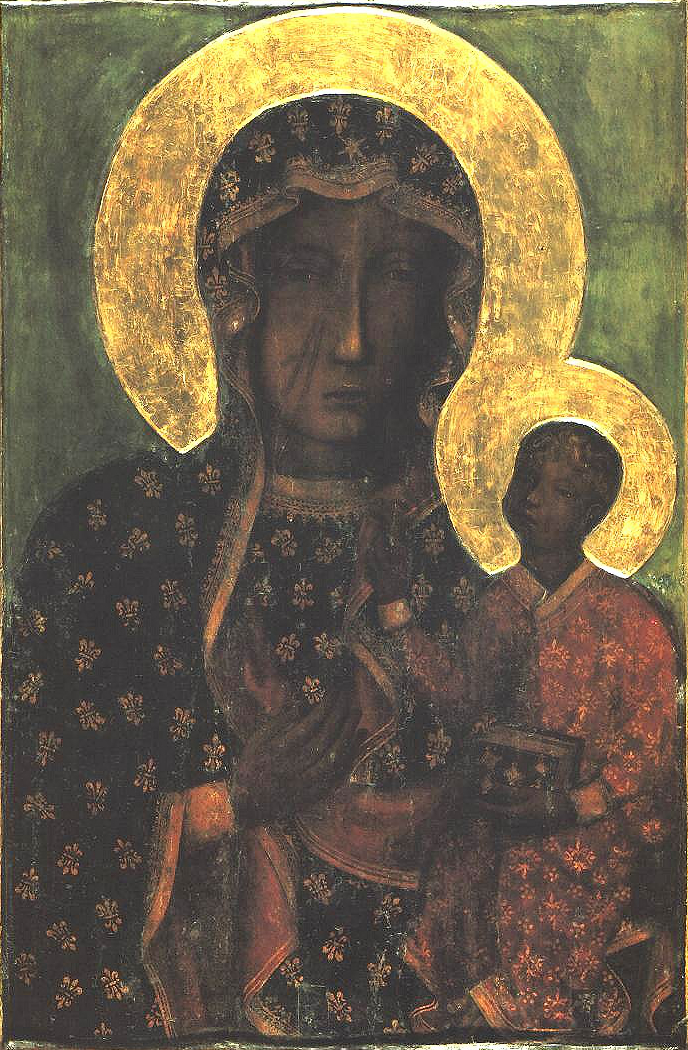
Schwarze Madonna von Częstochowa (15. Jh.)

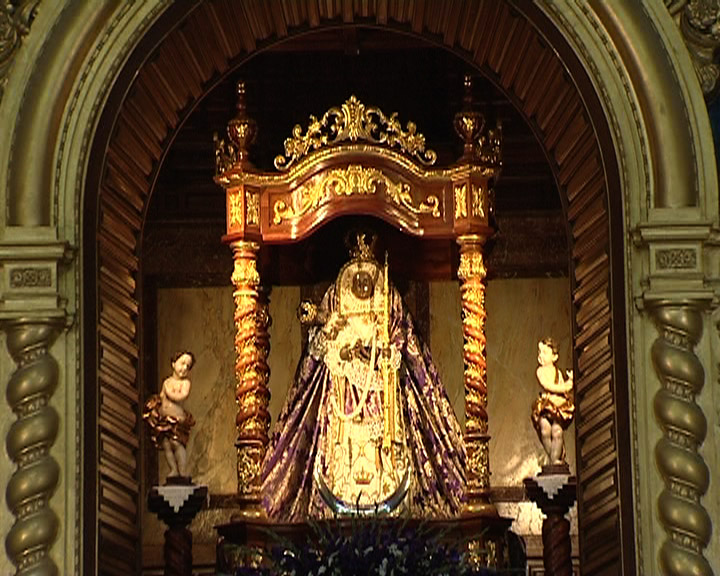
Jungfrau von Candelaria (Teneriffa)

Als Schwarze Madonna wird in der religiösen Kunst und Marienverehrung das Bild oder die Statue einer Madonna bezeichnet, deren Gesicht schwarz ist. Dies kann entweder auf eine schwarze Bemalung oder auf die Verwendung von schwarzem Holz oder Stein zurückgeführt werden. Schwarze Madonnen wurden und werden von großen Teilen der Gläubigen als besonders wundertätig verehrt.
In Brasilien wird die Schwärze mit der dunklen Hautfarbe einheimischer Bevölkerung in Verbindung gebracht und als Mariendarstellung einer schwarzen Bevölkerung interpretiert.

## Geschichte

### Ursprung
Die früher häufiger vertretene Meinung, die dunkle Farbe sei auf nachträgliche Einflüsse wie das hohe Alter des Holzes oder aber auf die Verrußung durch das Anzünden von Kerzen vor dem Andachtsbild zurückzuführen, ist nach derzeitigem Kenntnisstand falsch. Eine selektive Schwärzung, die sich nur auf Gesicht und Hände auswirkt, nicht aber zum Beispiel auf die Kleidung, erscheint wenig plausibel, allenfalls wäre es denkbar, dass die übrigen Teile eines Bildes bzw. einer Skulptur später übermalt und damit wieder hell wurden. In Einzelfällen ist z. B. überliefert, dass die Schwärzung von Silbermontierungen bzw. -fassungen durch Oxidation den Namen „schwarzes Bildchen“ gaben, eine allgemeingültige Erklärung ist dies aber nicht, da es ebenfalls nur Teile eines Marienbildes betraf.
Die biblische Begründung für die schwarze Farbe wurde dem Hohenlied entnommen: „Ich bin dunkel, aber schön“ (Hld 1,5 ). Die entsprechende Stelle in der Vulgata lautet: „Nigra sum sed formosa“. Dieses Zitat findet sich auch als Inschrift auf einigen Schwarzen Madonnen, wobei es meist nicht klar ist, ob die Inschrift nicht später hinzugefügt wurde. In der griechischen Septuaginta lautet die Stelle: „,melaina eimi ego kai kale“, was mit „Ich bin schwarz und schön“ übersetzt werden kann. Dem Wechsel der Konjunktion von und zu aber galten einige gelehrte Diskussionen. Im hebräischen Text ist die Konjunktion einfach we, aber sowohl kai als auch we können mit „und“ oder auch mit „aber, dennoch“ übersetzt werden. In der christlichen Exegese wurde die Stelle auf die Seele als die Braut Gottes, mithin Maria, bezogen.
Im 20. Jahrhundert wurde versucht, die schwarze Farbe auf die antiken schwarzen Göttinnen als mögliche Vorläuferinnen der Schwarzen Madonna zurückzuführen. Erwiesen ist, dass der Typus der Schwarzen Göttin vielen antiken Kulten zugrunde lag. Seit Jahrtausenden wurden Fruchtbarkeits-, Mutter- und Erdgöttinnen verehrt, die in manchen Fällen schwarz waren (siehe Alma mater, Große Mutter). Im Dreieck Anatolien – Ägypten – Mesopotamien war der Kult der Göttinnen Kybele, Astarte, Isis und Ischtar verbreitet. Von da aus setzte sich die Tradition einerseits in westlicher Richtung fort mit Artemis, Demeter und Ceres, andererseits in östlicher Richtung mit der schwarzen Göttin Kali. Möglicherweise waren auch die in der germanischen und keltischen Welt verehrten Göttinnen Freya und Ana – letztere wird besonders in der Bretagne mit der heiligen Anna in Verbindung gebracht – Vorbilder der Schwarzen Madonnen. Die Forschung betrachtet die christlichen Schwarzen Madonnen wie den Marienkult überhaupt somit letztlich nicht als eigenständige, unabhängige Erscheinung, sondern als in dieser allgemeinen, jahrtausendealten Tradition stehend.

### Romanik
Die gesichert ältesten Darstellungen von Schwarzen Madonnen sind Skulpturen vor allem aus Holz, selten aus Stein, und stammen aus der romanischen Kunstepoche. Sie traten fast schlagartig in großer Zahl an vielen Orten auf. Als Gründe für dieses Phänomen gibt es noch keine eindeutigen Forschungsergebnisse. Eine weit verbreitete Hypothese lautet, dass die ersten Schwarzen Madonnen in größerer Zahl möglicherweise im Rahmen der Kreuzzüge aus dem Nahen Osten nach Europa, genauer Frankreich, gebracht worden waren. Eine wichtige Rolle soll dabei der Templerorden gespielt haben. Alle diese Schwarzen Madonnen sind vor dem 13. Jahrhundert entstanden.

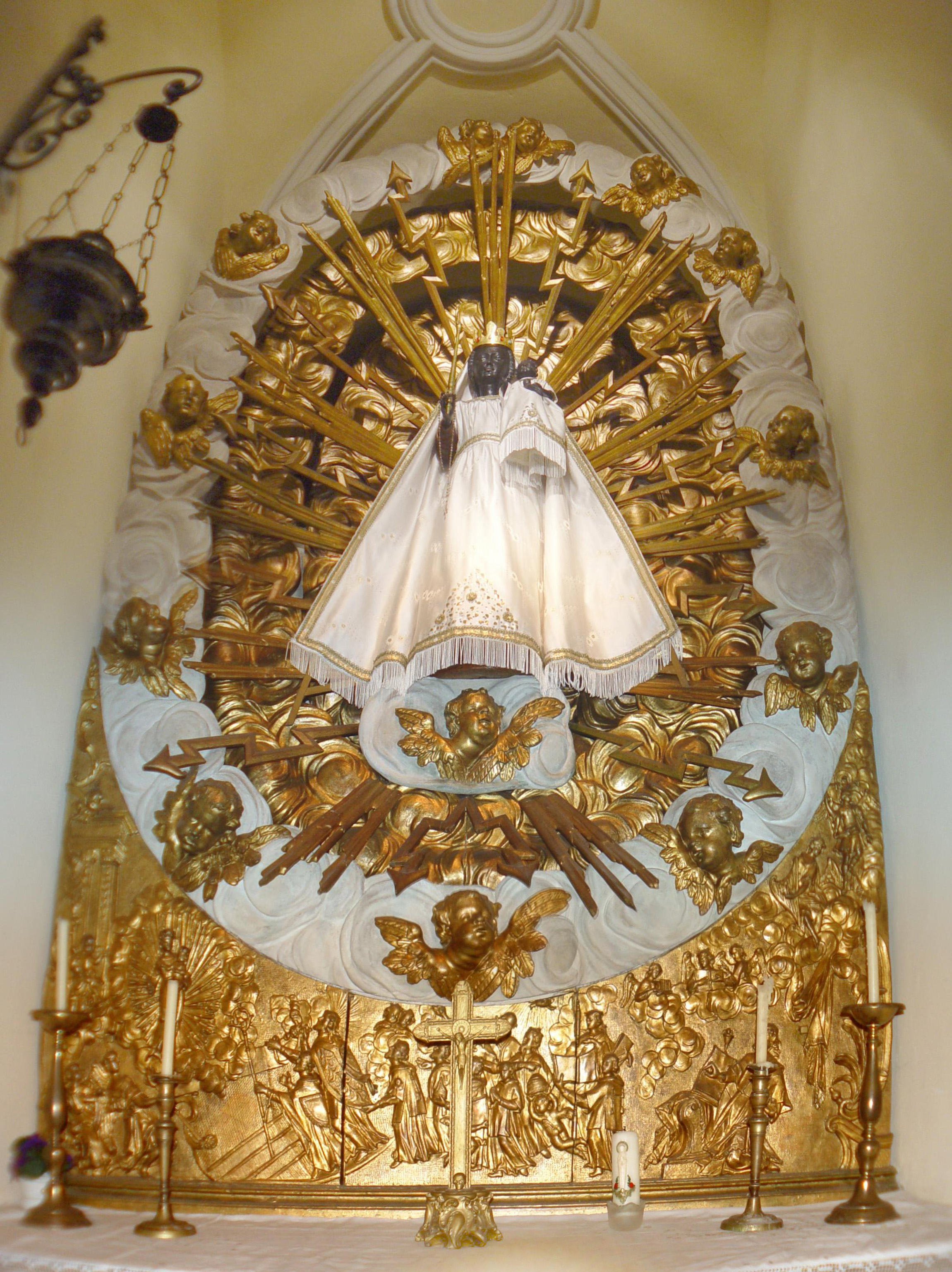
Schwarze Madonna in der Maria Einsiedelner Kapelle in Rastatt – spätgotischer „Ersatz“ für ein durch Feuer zerstörtes romanisches Gnadenbild (2005)

Sämtliche Schwarzen Madonnen der Romanik besitzen ähnliche Merkmale. Sie sind ca. 70 cm hoch, werden aufrecht sitzend, mit einem aus großen Augen starr in die Ferne gerichteten Blick dargestellt. Ihre Hände bzw. Finger sind oft übermäßig lang. Sie halten ein nach vorne blickendes Kind auf dem Knie. Das Kind vollzieht die Geste des Segnens, oder es hält in einer Hand eine Kugel, bei der es sich um die Weltkugel oder einen Apfel handeln kann. Das Gesicht ist nicht das eines kleinen Kindes, sondern eines erwachsenen Mannes. Die Statuen muten fremdartig an und üben auf viele Betrachter eine große Faszination aus.

### Barock
Die späteren Schwarzen Madonnen, z. B. diejenigen des Barocks, werden vorwiegend stehend dargestellt, in unterschiedlichen Größen. Von den alten Schwarzen Madonnen wurden viele in den Hugenottenkriegen und während der Französischen Revolution zerstört, so dass heute oft nur noch mehr oder weniger gute Kopien zu sehen sind.

### Gegenwart
Die Schwarzen Madonnen sind gehäuft in Frankreich zu finden, mit Schwerpunkten in Zentralfrankreich (v. a. Auvergne) und in der Provence, mit Ausstrahlungen bis zu den Pyrenäen. Die Schwarzen Madonnen Frankreichs sind die bisher am besten erforschten, so dass die wesentliche Grundlagenliteratur in Frankreich auf Französisch publiziert worden ist (siehe Literatur). Bisher noch kaum erforscht sind die Schwarzen Madonnen Italiens.
Das Phänomen der Schwarzen Madonnen ist nach wie vor nicht vollständig erforscht. Dies und die Faszination, die sie auf viele heutige Betrachter ausstrahlen, macht die Schwarzen Madonnen auch zu einem attraktiven Thema für Grenzwissenschaften und Esoterik.
Eine der am weitesten verbreiteten Darstellungen einer Schwarzen Madonna ist die von Loreto. Sie wurde in zahlreichen sogenannten Loretokapellen nachgeahmt.

## Sonstiges
- In der Basilika von Esquipulas in Guatemala befindet sich eine Skulptur, die einen schwarzen Christus darstellt. Er wird dort „Christo Negro“ genannt und als Schutzpatron verehrt. Ein weiterer schwarzer Christus wird in Cáceres (Spanien) in der Iglesia-Concatedral de Santa María La Mayor verehrt.
- Im französischen Fischerdorf Les Saintes-Maries-de-la-Mer wird die Figur der schwarzen Sara verehrt. Sie ist die Schutzpatronin der Sinti und Roma. Nach der Legende wurden Maria Magdalena mit Maria des Kleophas, der Mutter der Apostel Jakobus d. J. und Simon Zelotes, sowie Maria Salome, Martha und Lazarus von Juden auf einem segellosen Schiff ausgesetzt, bei Marseille gelandet und haben die Provence missioniert. Der Kult der schwarzen Sara, die ihre Dienerin gewesen sein soll, ist eine bedeutende Wallfahrt der Roma (frz. Gitanes). Ihr Gedenktag in der katholischen Kirche ist der 25. Mai.

## Dokumentarfilm
- Wallfahrt zur Schwarzen Madonna. 30 Min. Drehbuch und Regie: Margrit Rosa Schmid. Schweiz 1993.[3]